# Zhengtong
Zhengtong (xinès tradicional: 正統, xinès simplificat: 正统, pinyin: Zhèngtǒng) (Pequín, 1427-1464) va ser el sisè emperador de la dinastia Ming de la Xina.

## Biografia
Zhu Qizhen (朱祁鎮), va néixer a Pequín el 29 de novembre de 1427. Fill gran de l'emperador Xuande i de l'emperadriu Sun.
Com a cas únic en la història de la dinastia Ming (1368-1644), va regnar durant dos períodes: de 1435 a 1449 amb el nom de Zhengtong i de 1457 a 1464 amb el nom de Tianshun (天順)(obediència al Cel). Com a nom de temple Yingzong (明英宗).
Va tenir dues esposes, 20 concubines, deu filles i nou fills.
El 1464, a l'edat de 37 anys, va morir. Està enterrat a Changping en la tomba Yuling, de la dinastia Ming.

### Primer regnat
El seu regnat es va iniciar quan només tenia 8 anys, i per aquest motiu la governança del país la van exercir els nomenats “Tres Yang”: Yang Shiqi (楊士奇), Yang Rong (楊榮) i Yang Pu (楊溥), i també l'emperadriu vídua. Posteriorment amb la mort i la retirada dels Tres Yang, el seu tutor, l'eunuc Wang Zhen va adquirir un fort protagonisme en les decisions del govern.
Durant aquest període i a banda de la guerra amb els mongols, el país va suportar importants conflictes bèl·lics i socials:
- Una sèrie de guerres a la frontera de Birmània i de Yunnan

- La revolta de la minoria ètnica dels Miao a Huguang i Guizhou

- La revolta dels miners de les mines de plata

- Les activitats dels pirates “woku” a Zhejiang i Fujian

- Insurrecció dels camperols de Fujian dirigida per Deng Maoqi

Una de les realitzacions més destacades d'aquesta etapa va ser l'inici de la reconstrucció dels palaus imperials (Ciutat Prohibida), que havien estat parcialment destruïts durant el mandat de l'emperador Yongle.

#### Empresonat pels mongols
El 1449, a l'edat de 22 anys, va dirigir una operació militar contra els mongols; l'exercit xinès va ser destruït i l'emperador va ser empresonat després de perdre la Batalla de Tumu, al nord de Hebei. Com a conseqüència va generar-se un col·lapse i una crisi política, situació motivada en part pel fet que la majoria del govern va morir al camp de batalla. Com a solució va ocupar el poder el seu germà petit Zhu Qiyu, que va regnar amb el nom de Jingtai.

### Segon regnat
Alliberat el 1450, va tornar a la Xina, però el seu germà el va fer empresonar i confinar durant set anys en un palau del sud de la Ciutat Prohibida.
El 1456 l'emperador Jingtai va caure malalt i un conjunt de mandataris format pel general Shi Heng, el vice-censor en cap Xu Youzhen, el comissionat en cap Zhang Yue i l'eunuc Cao Jixiang van dirigir un cop d'estat, conegut en la història xinesa com a "Incident de tempestat de la porta". Zhengtong va ser restituït i va iniciar una nova etapa amb el nom d'emperador Tianshun.
La segona etapa va estar marcada per l'actuació del general Cao Qin que va dirigir un complot contra l'emperador. Un cop aturat i fracassat el cop, Cao Qin es va suïcidar.

## Nota
En la lectura de les dades cal tenir en compte que segons les diverses fonts consultades hi pot haver diferències en la denominació dels emperadors, que com a mínim utilitzen tres nomenclatures: el nom de naixement, el nom de regnat o època i el nom pòstum o de temple. També passa el mateix amb les dates, fruit de la translació del calendari xinès al calendari occidental.